# Juontiovaara
Juontiovaara är en kulle i Finland.   Den ligger i den ekonomiska regionen  Fjäll-Lappland  och landskapet Lappland, i den norra delen av landet, 800 km norr om huvudstaden Helsingfors. Toppen på Juontiovaara är 320 meter över havet.
Terrängen runt Juontiovaara är huvudsakligen platt. Trakten runt Juontiovaara är nära nog obefolkad, med mindre än två invånare per kvadratkilometer.